# 香港文化中心

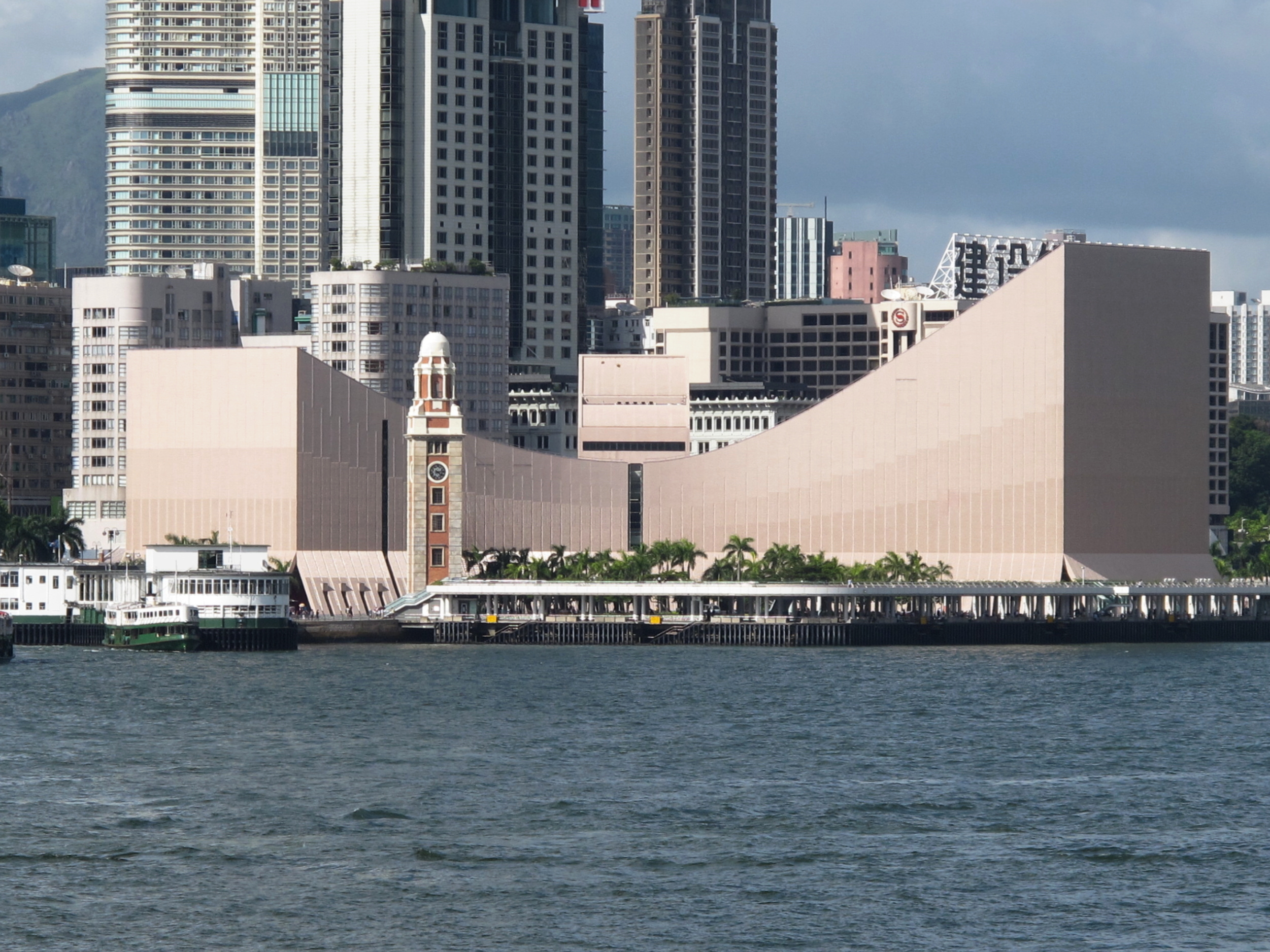
香港文化中心

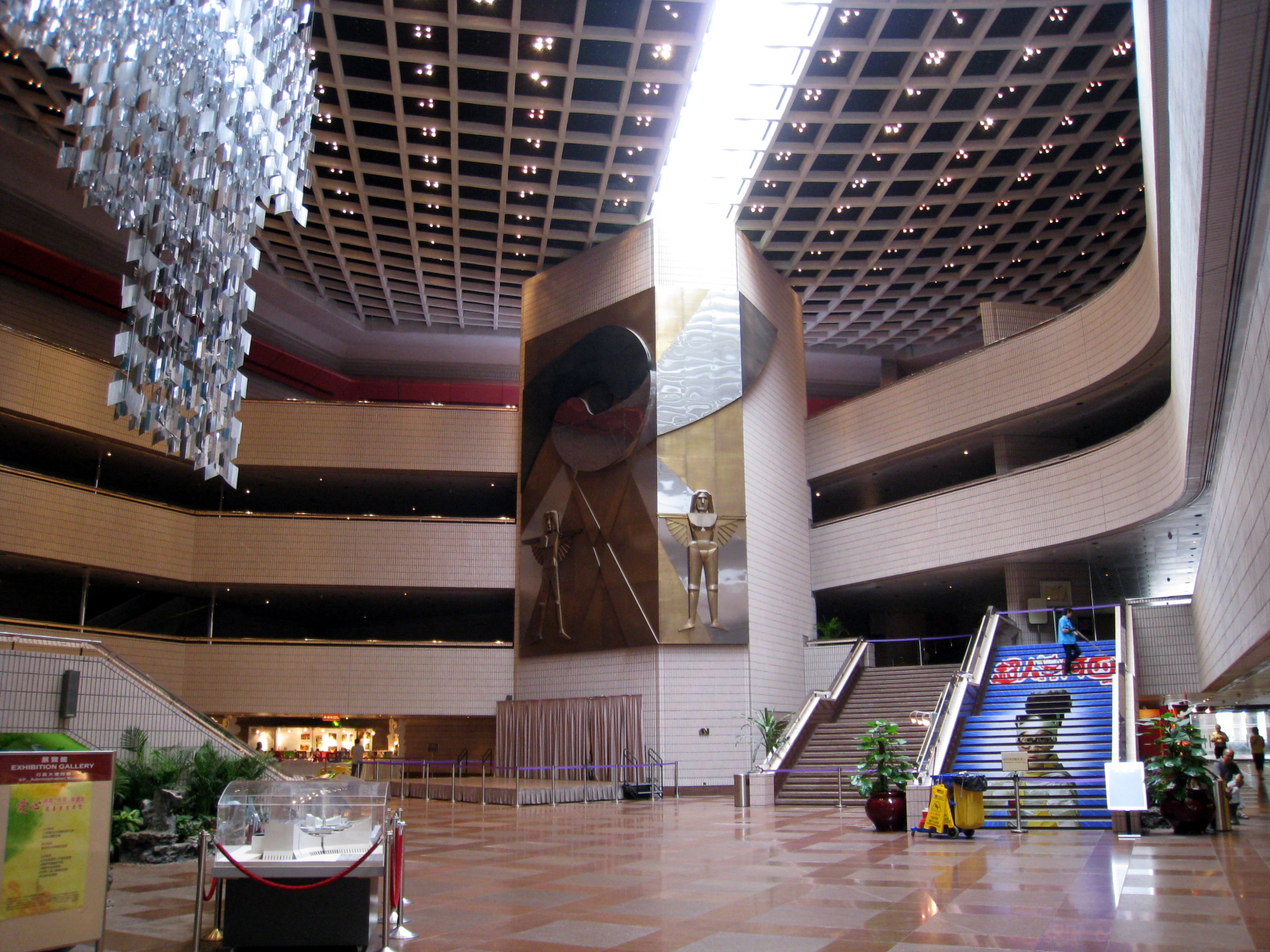
大堂展覧場地

香港文化中心（ホンコンぶんかちゅうしん、英語：Hong Kong Cultural Centre）は、香港の九龍にある、総合芸術文化施設。オペラ、バレエ、ミュージカル、演劇、管弦楽、室内楽、伝統音楽などの各種公演が開催されている。

## 施設
- 音樂廳（コンサートホール）2,019席　パイプオルガン設置
- 大劇院　1,734席　オペラ、バレエ等の上演可能
- 劇場　496～303席　可動式舞台
- 展覧館
- 大堂展覧場地

## 交通
- スターフェリー　尖沙咀埠頭から徒歩３分
- 地下鉄　尖沙咀駅から徒歩５分
- 九龍バス 1,1A,2,5,5A,5C,6,5,5A,5C,7,8,8A,8P,9,234P,234X